# Рочестерский водопад
Ро́честерский водопа́д (англ. High Falls) — один из трёх крупных водопадов реки Дженеси, протекающей через город Рочестер в штате Нью-Йорк. Высота 29 метров.
Расположен на две мили вверх по течению относительно двух других водопадов. Район, в котором расположен данный водопад, одно время являлся местом раннего индустриального развития, причём вся эта индустрия была основана на энергии, которую давала вода этого водопада. Вода поступала в округ Браунс-Рейс (англ. Browns Race Historical District) и использовалась для того, чтобы приводить в движение различные мельницы, на которых делалась мука, перевозившаяся затем по каналу Эри. Благодаря этому Рочестер даже получил прозвище «Мучной город» (англ. Flour City), а позже, когда производство муки подошло к концу, был переименован в «Цветочный город» (англ. Flower City). Сегодня же энергия воды находит применение в функционировании гидроэлектростанций.
Рочестерский водопад можно увидеть с Понт-де-Ренн, пешеходного моста, раскинувшегося над рекой Дженеси в нескольких сотнях футов от подножия водопада.
В городе этот природный объект является одним из главных развлечений. Многим ему обязана и история города. В частности, он послужил ареной последнего публичного прыжка известного американского каскадёра Сэма Пэтча по прозвищу «Прыгун Янки», который погиб в 1829 году, спрыгнув с самой вершины водопада. Также он послужил местом действия различных старых рочестерских страшных сказок и историй.